# Мачабели, Георгий Васильевич
Князь Георгий Васильевич Мачабели (груз. გიორგი ვასილის ძე მაჩაბელი, 23 июля 1885 года, Тифлис — 31 марта 1935 года, Нью-Йорк) — грузинский аристократ, представитель грузинского и российского княжеского рода Мачабели, политик, дипломат, американский предприниматель, деятель Белой эмиграции.

## Биография
Князь Георгий Мачабели родился в 1885 году в семье князя Василия (Васо) Мачабели, близкого друга князя Ильи Григорьевича Чавчавадзе. Родным дядей князя Георгия был выдающийся общественный деятель, переводчик произведений Уильяма Шекспира Иван Георгиевич Мачабели.
Приходился племянником Ивану Мачабели (1854-1898).
Окончил Горную академию в Берлине. После окончания курса он совершил путешествие по странам Европы, и в Швеции познакомился с известной итальянской актрисой театра и немого кино Нориной Джилли, выступавшей под сценическим псевдонимом Марии Карми. 
Один из основателей Комитета независимости Грузии (1914).
Одержимый идеей восстановить грузинскую монархию породнившись с германским правящим домом, полагал выдать за принца Иоахима Прусского (младшего сына кайзера Вильгельма II) какую-либо из грузинских княжён, кандидатом была представительница рода Мачабели.  
Во время Первой мировой войны Мачабели несколько раз совершал экспедиции на немецких подводных лодках и привозил в Грузию оружие из Стамбула. Параллельно вел переговоры с политическими группами в Грузии и на Северном Кавказе.
В 1918 году осуществилась мечта многих поколений – 26 мая была провозглашена независимость Грузии. Георгия Мачабели назначили послом Грузии в Италии. Но в 1921 году, когда в Грузии воцарилась советская власть, посольство закрылось, и семья Мачабели принимает решение эмигрировать в Америку.
После провозглашения независимости Грузии (1918) — посол Грузии в Италии.
С установлением советской власти в Грузии в 1921 году вместе со своей женой Нориной переехал в Соединённые Штаты Америки. В 1924 году они основали парфюмерный дом Prince Matchabelli и уже в 1926 году выпустили духи под названием «Princess Norina» (Княгиня Норина). Дизайн флакона в форме короны супруга разработала сама.
В парфюмерном доме Prince Matchabelli работали многие русские аристократы в изгнании. Современники вспоминали их как «самых вежливых сотрудников в Соединенных Штатах». Среди них были светлейший князь Николай Александрович Лопухин-Демидов, барон Павел Петрович Врангель (барон фон Люденхофф), барон Карл Николаевич Врангель (двоюродный брат главнокомандующего Русской армией Петра Николаевича Врангеля), князь Александр Георгиевич Тарсаидзе, князь Ирбаин-Хан Капланов, Николай Иванович Хольмсен (сын деятеля Русского общевоинского союза, генерал-лейтенанта Ивана Алексеевича Хольмсена), князь Арчил Андроников, граф Вальдемар Армфельт и другие. Часть своего дохода князь Мачабели отдавал на нужды русской эмиграции.
В 1933 году супруги расстались и через три года компания была продана за 250 тысяч долларов.
Умер от воспаления лёгких. Похоронен на Нью-Йоркском кладбище «Mount Olivet Cemetery».